# Francisco Javier Cano Leal
Francisco Javier Cano Leal, né le 21 juin 1964 à San Fernando, est un avocat et homme politique espagnol membre de Ciudadanos.
Il est élu député de la circonscription de Cadix lors des élections générales de 2015.

## Biographie

### Vie privée
Il est marié et père de deux enfants.

### Formation et profession
Francisco Javier Cano Leal est titulaire d'une licence en droit obtenue à l'université de Cadix. Il a suivi un cursus en doctorat en droit administratif.
Il obtient un concours de la fonction publique en 1991 qui lui permet de travailler comme avocat à la députation de Cadix. En 1995, il s'inscrit au collège des avocats de Cadix et ouvre son propre cabinet spécialisé en droit public.

### Activités politiques
Il est d'abord membre d'un parti indépendant local nommé Citoyens pour San Fernando avec lequel il est élu conseiller municipal de San Fernando lors des élections municipales de mai 2011. Avant la fin de la mandature, il quitte son parti pour intégrer le groupement gaditan de la nouvelle formation centriste Ciudadanos.
Quatre ans plus tard, lors des élections municipales de mai 2015, il est candidat à la mairie de San Fernando sous les couleurs de Ciudadanos. La formation ayant obtenu trois mandats, il est logiquement réélu conseiller municipal. Au mois de juillet, il participe aux primaires visant à désigner le candidat qui conduira la liste du parti dans la circonscription de Cadix en vue des élections législatives du mois de décembre et est élu par les militants.
Le 20 décembre 2015, il est élu député au Congrès des députés après que le parti a obtenu un siège de parlementaire. Il est réélu lors du scrutin anticipé de juin 2016. Au Congrès, il est le porte-parole à la commission mixte chargée des relations avec le Défenseur du peuple.
Dans le cadre des élections générales anticipées d'avril 2019, il est rétrogradé en deuxième position sur la liste de Carmen Martínez Granados, députée au Parlement d'Andalousie. Il conserve cependant son mandat parlementaire.